# آدام کون
آدام کون (به انگلیسی: Adam Coon؛ زادهٔ ۱۴ نوامبر ۱۹۹۴) کشتی‌گیر سنگین‌وزن و بازیکن فوتبال آمریکایی اهل ایالات متحده آمریکا است. وی سابقه حضور در المپیک ۲۰۲۴ پاریس را دارد.
از افتخارات وی می‌توان به کسب مدال نقره در مسابقات قهرمانی کشتی جهان ۲۰۱۸ اشاره کرد.

## مسابقات قهرمانی کشتی جهان ۲۰۱۸

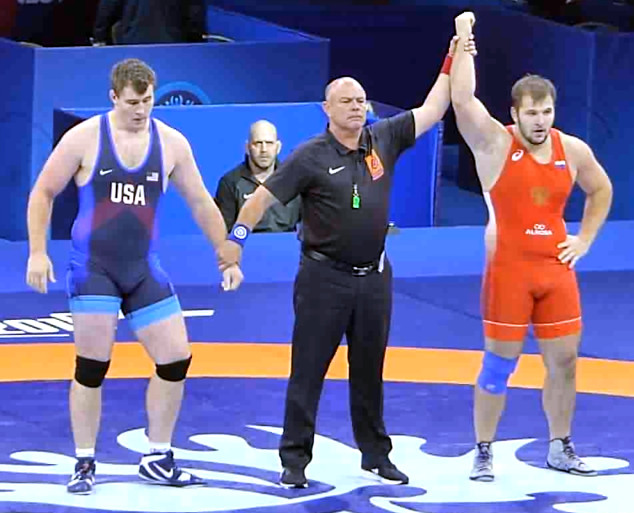
آدام کون در مسابقات قهرمانی کشتی جهان ۲۰۱۸

کون در وزن ۱۳۰ کیلو مسابقات قهرمانی کشتی جهان ۲۰۱۸ بوداپست حاضر بود که پس از غلبه بر رافال کارجوسکی از لهستان، منگ لینگ‌ژی از چین، ادوارد پوپ از آلمان و کیم مین-سئوک از کره جنوبی به فینال رسید. وی در فینال به سرگی سمینوف از روسیه باخت و به مدال نقره وزن ۱۳۰ کیلوگرم رسید.